# Abakuh
Abakuh of Apa Kauh was een martelaar uit de christelijke kerk. Hij was geboren in Bamujeh, nabij El-Fajoem, in Egypte. Hij werd samen met 8 anderen gedood om zijn geloof. Zijn feestdag is op 23 januari. Informatie over hem is te vinden in het Arabisch-Jacobitisch Synaxarium.